# Adelencyrtoides
Adelencyrtoides is een geslacht van vliesvleugeligen uit de familie Encyrtidae. De wetenschappelijke naam van dit geslacht is voor het eerst geldig gepubliceerd in 1969 door Tachikawa & Valentine.

## Soorten
Het geslacht Adelencyrtoides omvat de volgende soorten:
- Adelencyrtoides acutus Noyes, 1988
- Adelencyrtoides blastothrichus Noyes, 1988
- Adelencyrtoides inconstans Noyes, 1988
- Adelencyrtoides mucro Noyes, 1988
- Adelencyrtoides novaezealandiae Tachikawa & Valentine, 1969
- Adelencyrtoides otago Noyes, 1988
- Adelencyrtoides palustris Noyes, 1988
- Adelencyrtoides pilosus Noyes, 1988
- Adelencyrtoides proximus Noyes, 1988
- Adelencyrtoides similis Noyes, 1988
- Adelencyrtoides suavis Noyes, 1988
- Adelencyrtoides tridens Noyes, 1988
- Adelencyrtoides unicolor Noyes, 1988
- Adelencyrtoides variabilis Noyes, 1988